# El paraíso y la peri
El paraíso y la peri, Op. 50 (título original en alemán, Das Paradies und die Peri) es un oratorio profano para solistas, coro y orquesta compuesto por Robert Schumann en 1843 y publicado en 1845. 

## Historia
Se trata de una adaptación de un cuento extraído de la obra Lalla-Rookh de Thomas Moore llevada a cabo por el maestro alemán, en colaboración con Adolf Böttger, a partir de una traducción al alemán realizada por Emil Flechsig, amigo de Schumann. 
Schumann confió a un amigo que mientras estaba escribiendo la obra, una voz le susurraba de vez en cuando que lo que estaba haciendo no lo hacía completamente en vano, y que incluso Richard Wagner alabaría la obra. Por otro lado, los alemanes utilizaron los pasajes más bélicos de la composición para estimular el fervor patriótico durante la Segunda Guerra Mundial.

## Argumento
La peri, una criatura de la mitología persa e islámica, es la protagonista de la obra. Tras haber sido expulsada del paraíso, para poder ser readmitida necesita traer el regalo más querido para el cielo. Realiza tres intentos, de ahí las tres partes del oratorio, en tres países diferentes:
- En la India recoge la última gota de sangre de un joven luchador.
- En Egipto se hace con el último suspiro de una joven que se ha sacrificado por su amante. Como estos dos regalos no son suficientes debe continuar.
- En Siria consigue la lágrima de la mejilla de un viejo pecador arrepentido que había visto suplicar a un niño.

Con todo ello consigue que finalmente las puertas del cielo se le vuelvan a abrir.

## Instrumentación
La partitura está escrita para solistas, un coro y una orquesta formada por:
- Viento madera: 2 flautas, 1 flautín, 2 oboes, 2 clarinetes, 2 fagotes.
- Viento metal: 4 trompas, 2 trompetas, 3 trombones, 1 ophicleide o figle (tuba).
- Cuerda: 1 arpa y una sección de cuerdas con violines I y II, violas, violonchelos, contrabajos.
- Voces: solistas (soprano, alto, tenor, bajo) y un coro mixto (SATB).

## Estructura
La obra consta de tres partes que contienen un total de 26 números o movimientos.
Parte I
- 1. Solo de alto. Frente a la Puerta del Edén en el salto de la mañana (Vor Edens Thor im Morgenprangen).
- 2. Solo de soprano (Peri). Qué felizmente caminan (Wie glücklich sie wandeln).
- 3. Recitativo (Tenor y ángel, alto). El noble ángel, la puerta (Der hehre Engel, der die Pforte).
- 4. Solo de soprano (Peri). ¿Dónde la encontraré? (Wo find' ich sie?).
- 5. Solo de tenor. Así que reflexionó. (So sann sie nach).
  - Cuarteto solista. ¡Oh, dulce tierra! (O süsses Land!).
- 6. Coro. Pero sus arroyos son ahora rojos (Doch seine Ströme sind jetzt roth).
- 7. Solo y coro (Tenor, gazna, bajo y joven, tenor). Y solitario se encuentra un joven (Und einsam steht ein Jüngling).
- 8. Coro. Ay, ay, ha fallado el tiro (Weh’, weh’, er fehlte das Ziel).
- 9. Solo y coro (Tenor y Peri). La Peri vio la marca de la herida (Die Peri sah das Mal der Wunde).

Parte II
- 10. Solo de tenor y alto con coro. La Peri entra con un gesto tímido (Die Peri tritt mit schüchterner Geberde).
- 11. Solo de tenor. Su primera esperanza del cielo se desvaneció (Ihr erstes Himmelshoffen schwand).
  - Coro de los genios del Nilo. Fuera de las aguas (Hervor aus den Wassern).
- 12. Solo (Tenor y Peri). Lejos de aquí vaga el niño del aire (Fort streift von hier das Kind der Lüfte).
- 13. Solo de tenor. La Peri llora (Die Peri weint).
  - Cuarteto solista. Porque en el trono está el poder mágico (Denn in der Thrän ist Zaubermacht).
- 14. Solo (Alto y joven, tenor). En el bosque verde junto al lago tranquilo (Im Waldesgrün am stillen See).
- 15. Solo (Mezzosoprano, tenor y joven). Joven abandonado (Verlassener Jüngling).
- 16. Solo (Doncella, soprano y tenor). Oh, que el aire me impregne (O lass mich von der Luft durchdringen).
- 17. Solo con coro (Peri). Duerme ahora y descansa en sueños llenos de fragancia (Schlaf’ nun und ruhe in Träumen voll Duft).

Parte III
- 18. Coro de los Houris. Adorna los escalones del trono de Alá (Schmücket die Stufen zu Allah’s Thron).
- 19. Solo (Tenor y ángel). Escuchando la canción desde lejos (Dem Sang von ferne lauschend).
- 20. Solo de soprano (Peri). ¡Extraño! Cerrado sobre nuevo (Verstossen! Verschlossen aufs neu).
- 21. Solo de barítono. Ahora se hundió la luz dorada de la tarde (Jetzt sank des Abends gold’ner Schein ).
- 22. Cuarteto solista (4 Peris). Peri, ¿es cierto? (Peri, ist’s wahr?).
- 23. Solo (Peri, tenor, mezzosoprano y el hombre, barítono). Bajar a ese templo del sol (Hinab zu jenem Sonnentempel).
- 24. Cuarteto solista y coro. Oh, santas lágrimas de profundo remordimiento (O heilge Thränen inn’ger Reue).
- 25. Solo con coro (Peri y Tenor). Cae una gota (Es fällt ein Tropfen).
- 26. Solo y coro (Peri). Alegría, eterna alegría, mi trabajo está hecho (Freud’, ew’ge Freude, mein Werk ist gethan).

La pieza está adornada con matices orientalistas, una moda típica del siglo XIX.

## Recepción de la obra
El texto puede haber atraído a los contemporáneos de Schumann sobre todo por su atractivo romántico y oriental, así como por la idea de la redención individual. El estreno fue un éxito decisivo para Schumann. La obra tuvo cincuenta representaciones en 1855.
A través de una reinterpretación y reordenación del texto así como de los números individuales, la obra fue indebidamente utilizada en 1914 como "música para la conmemoración de la muerte de nuestros héroes" ("Blut eines tapferen, jungen Kriegers" - Sangre de un joven y valiente guerrero). También se interpretó en este sentido en una versión revisada por Max Gebhard en respuesta a un llamamiento de la Reichsmusikkammer, que trasladó el tema del arrepentimiento al principio y el de la muerte sacrificial al final para conseguir un efecto heroico. Se representó en 1943 bajo la dirección de Kurt Barth en las celebraciones oficiales de Schumann en su ciudad natal, Zwickau, y reinterpretada políticamente mediante conferencias adicionales. 
El oratorio, que apenas se interpretó durante décadas, vuelve a representarse en la actualidad con mayor frecuencia y de la mano de eminentes directores como Nikolaus Harnoncourt. (Viena, marzo de 2008), Simon Rattle (Berlín, febrero de 2009 y Viena, octubre de 2012) o John Eliot Gardiner (Leipzig, febrero de 2014).
Con motivo de la octava edición del Festival Robert Schumann en 2004, el bailarín y coreógrafo Gregor Seyffert junto con el artista Gottfried Helnwein y el coreógrafo español Goyo Montero realizaron una interpretación multimedia del oratorio. Consistió en una representación escénica en la que participaron el coro de la Sociedad Musical Municipal de Düsseldorf, la Orquesta Sinfónica de Düsseldorf, bailarines, actores y acróbatas. La sala de conciertos había sido alterada espacialmente por una gran instalación artística de tal manera que, además de una superficie de proyección de vídeo de 16 metros de ancho y una arquitectura de la luz, se crearon superficies en varios niveles. La performance coreográfica se movía entre la "tierra" y el "cielo", simbolizado por un anillo luminoso instalado en la cúpula de la sala. La representación tuvo lugar en la Tonhalle Düsseldorf el 9 de julio de 2004, Gregor Seyffert bailó el papel de Peri, el director fue John Fiore.